# Eucapperia
Eucapperia is een geslacht van vlinders van de familie vedermotten (Pterophoridae).

## Soorten
- E. bullifera (Meyrick, 1918)
- E. continentalis Gielis, 2008